# Torpaslätt
Torpaslätt är en bebyggelse i Torpa socken i Kungsörs kommun, mellan Kungsör och Eskilstuna. Från SCBs småortsavgränsning från 1990  till 2015 klassades området som en separat småort. Vid avgränsningen 2015 hade orten vuxit samman med Himmelsbergas småort. 2023 klassades den åter som småort
Omgivningen består av åkrar och mycket skog. Området koloniserades runt 900-talet, och utgrävningar har visat att där Torpaslätt nu ligger hade permanent bofasta invånare redan för 3000–4000 år sedan. Torpa socken som ligger någon kilometer väster om samhället är från 1100–1200-talet. Torpa har en liten småbåtshamn, ett sågverk, ett bageri och ett daghem som invigdes 1991. Lanthandeln är nedlagd, liksom skolan som omgjorts till ett behandlingshem.